# Colin Calder
Colin Bain Calder (Dingwall, Escocia, Reino Unido; 16 de abril de 1860-Rosario; 25 de enero de 1907) fue uno de los socios fundadores y el primer presidente del Club Atlético Rosario Central. 

## Nacimiento
Hijo de Alexander Calder y Charlotte Bain, nació en Dingwall, condado de Ross and Cromarty, en las Tierras Altas de Escocia, norte de Gran Bretaña. Siguiendo la nomenclatura portuguesa, naturalmente recibió en su nombre el apellido materno Bain. Su familia gozaba de prosperidad, ya que su padre era un prestigioso ebanista. Tras fallecer éste, cuando Colin contaba con diez años de edad, la situación económica familiar empeoró. Calder cursó estudios en la escuela Saint Clement's, y años más tarde emprendió viaje a Argentina.

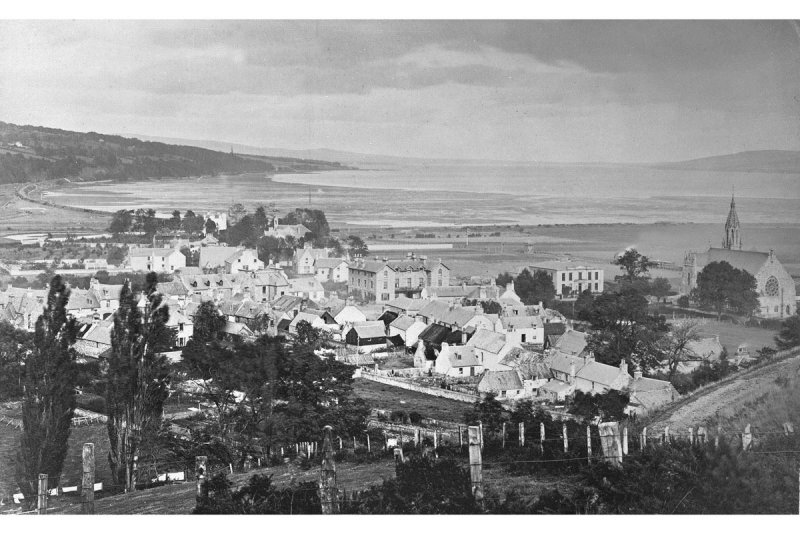
Vista panorámica de la localidad de Dingwall, Escocia, lugar de nacimiento de Colin Calder

## Arribo a Rosario
Llegó de joven a la ciudad de Rosario para trabajar en el ferrocarril "Central Argentine Railway Company", empresa de capitales británicos. Se desempeñó como jefe del Taller de Pintura.

## Formación de su familia
El 8 de febrero de 1890 Colin Calder, protestante, se casa en la Iglesia Santa Rosa de Rosario con Mary Green, católica, también británica escocesa, nacida en Addiewell, hermana de Miguel y Daniel Green. Tuvieron cinco hijos: Lily Jane, Charlotte, Margaret, Elizabeth, y John Colin Alexander. El matrimonio vivió en la casa Nº 9 del Batten Cottage, un complejo de viviendas para los empleados ferroviarios.

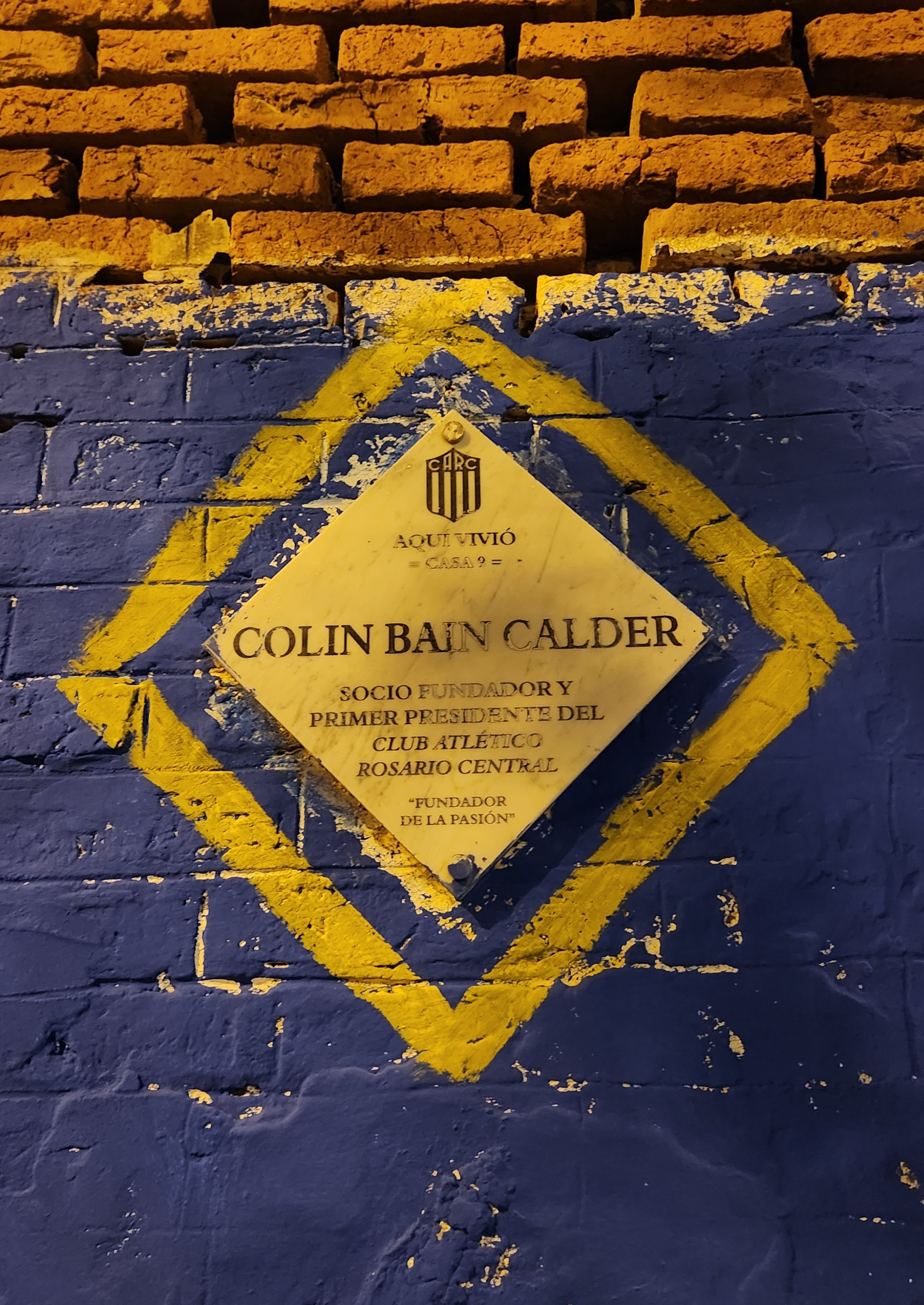
Placa homenaje a Colin Bain Calder en la casa Nº 9 del Batten Cottage

## Labor como directivo de Rosario Central
Antes de 1889, Calder bregó, junto a su secretario Chamberlain, para que la empresa de ferrocarril les cediera terrenos a fin de poder organizar la práctica del fútbol. Una vez conseguidos, en la histórica jornada del 24 de diciembre de 1889, fue elegido como el primer presidente de Rosario Central. Tuvo un encendido discurso en favor del fútbol, y en desmedro del cricket, el otro deporte que los británicos habían traído a Argentina y que estaba imponiéndose. Cumplió funciones hasta 1900, siendo con 11 años de mandato el tercer presidente canalla que más tiempo ejerció ese cargo, detrás de Víctor Vesco y Federico Flynn.

## Fallecimiento
Colin Bain Calder murió en 1907, a los 46 años en la Ciudad de Rosario. Sus restos descansan hoy en el Cementerio de Disidentes de dicha ciudad, convirtiéndose en un punto de referencia histórico que perpetúa su legado en la memoria colectiva.

## Reconocimientos

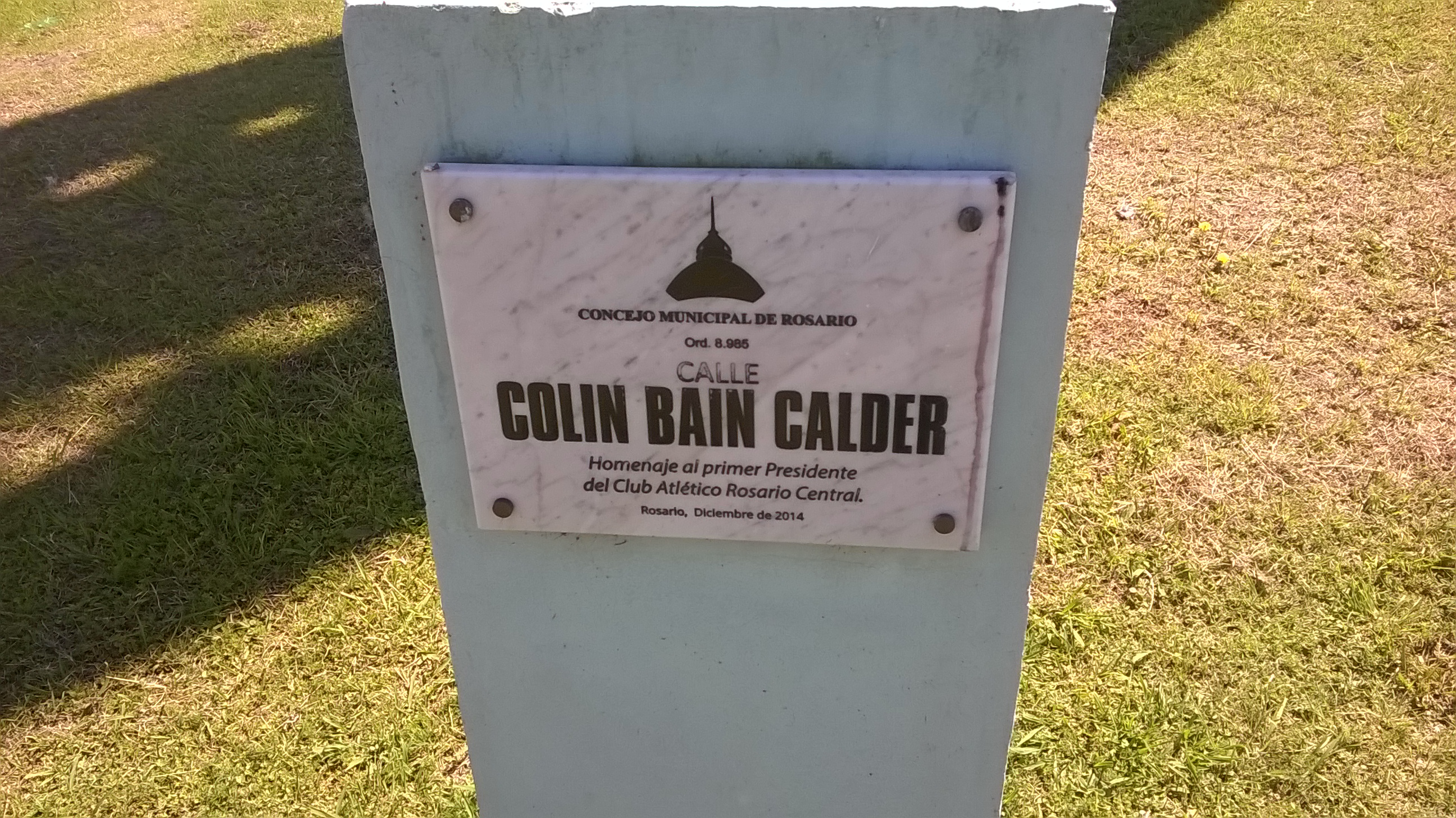
Placa al inicio de la calle Colin Calder que recuerda la fecha de su mención.

En 2011, luego de un contacto iniciado por un descendiente de Calder, fue nombrado como Ciudadano de Honor por la ciudad de Dingwall, su tierra natal.
El 23 de diciembre de 2014 por orden del Concejo Municipal de Rosario, se inauguró la calle Colin Calder situada en el Parque Alem, uniendo la avenida Colombres con la calle Nansen.
En abril de 2021 se Inauguró un mural en el Barrio Inglés junto con una placa identificatoria en la casa donde vivió la familia Calder.
En 2023, Rosario Central presentó una camiseta alternativa inspirada en la bandera escocesa, en homenaje a su fundador.